# الغواصة الألمانية يو-794
غواصة يو-794 غواصة يو بوت ألمانية من الفئة السابعة عشر إيه بنيت لسلاح بحرية ألمانيا النازية كريغسمارينه، في أحواض فريدرش كروب في كيل خلال الحرب العالمية الثانية.